# Unravel
Unravel é um videojogo de plataformas-puzzle baseados em físicas, produzido pelo estúdio sueco Coldwood Interactive e foi publicado em 9 de fevereiro de 2016 pela Electronic Arts para Microsoft Windows, PlayStation 4 e Xbox One. Foi anunciado na conferencia de imprensa da EA durante a Electronic Entertainment Expo em Junho de 2015 recebendo aclamação por parte da critica e do público.
Unravel tem como cenário o Norte da Escandinávia e conta as aventuras de Yarny, uma pequena criatura antropomórfica feita de lã vermelha.
Unravel foi bem recebido pela critica. De acordo com o site de pontuações agregadas Metacritic, as versões PlayStation 4 e Xbox One tiveram "análises geralmente favoráveis".

## Jogabilidade

Quando se move os fios de Yarny começam a desenrolar-se, criando uma linha que o jogador usa para resolver puzzles ou superar obstáculos.

O jogo centra-se em Yarny, uma pequena criatura feita de lã vermelha, que explora o mundo usando o seu próprio corpo. À medida que se move, os fios do corpo de Yarny começam a desenrolar-se, criando uma linha que o jogador usa para resolver os puzzles e para superar os vários obstáculos apresentados ao longo do jogo.
Sobre esta mecânica, Martin Sahlin, o diretor criativo do jogo, referiu que "é sempre engraçado brincar com a física. Não é apenas resolver puzzles. Também é sobre como se movimentar. Ás vezes é só atravessar, navegar. Visto que deixa sempre este rastro atrás de ti,você podes agarrá-lo e escalar com ele... ou balançar. Pode-se fazer algo muito bom quando combina várias coisas."

## História
Durante a introdução do jogo, uma idosa vê pela sua janela, antes de ajustar uma fotografia de um bebé e agarrar num novelo de lã. À medida que sobe as escadas, uma pequena bola de lã começa a rolar. Yarny, uma pequena criatura antropomórfica feita de lã vermelha e o protagonista do jogo, caminha para a cena, olhando em redor contemplando o cenário onde está. De acordo com Sahlin, a lã de que é feito Yarny representa o amor, e que vai-se desenrolando à medida que este se afasta daqueles que ama.
Na descrição no site oficial pode ler-se que "ao longo do caminho, vê Yarny a desbloquear uma história sincera, reunindo os entes queridos de uma família. Contada sem qualquer palavra, Yarny é o laço que amarra tudo de novo."

## Produção
Apesar dos trabalhos anteriores da Coldwood não terem sido bem recebidos pela critica, Unravel mostrou muita promessa ao ponto de conseguir um contrato de publicação com a Electronic Arts (EA). Subsequentemente, Unravel foi apresentado pelo produtor e director criativo do jogo, Martin Sahlin, na conferencia de imprensa da EA durante a Electronic Entertainment Expo (E3) 2015. Durante a apresentação, Sahlin referiu que "a minha reacção no palco foi como muitos de nós iria reagir: mãos tremidas e voz nervosa." A apresentação nervosa e excitada de Sahlin teve uma recepção positiva por parte do público presente. Depois do anuncio, Sahlin tornou-se o foco de comentários e publicações (incluído de arte) em websites sociais, tais como o Twitter e o Tumblr.
Em junho de 2015 aquando da sua revelação, ainda não havia data de lançamento, apesar de a versão para PC estar disponível para pré-reserva via loja Origin da EA. Também já foi anunciado que o jogo estaria disponível para PlayStation 4 e Xbox One. Em dezembro de 2015 a EA confirmou que o jogo seria lançado mundialmente a 9 de fevereiro de 2015.
A 21 de Janeiro de 2016, EA abandonou a marca "Unravel", depois da sua aplicação ter sido rejeitada pelo United States Patent Office, o departamento norte-americano responsável pelas patentes. Apesar disso, a companhia confirmou que o jogo continuará a ter o titulo "Unravel".

### Design
Os cenários e os puzzles do jogo foram baseados nas paisagens de Uma, Suécia; Sahlin retirou inspiração para o jogo depois de fazer um boneco Yarny com arame e lã durante um acampamento que fez com a família no norte da Suécia. Sahlin disse, "É uma cidade muito pequena, muito ao norte, perto do circulo árctico. Não existe muita gente, mas muita paisagem campestre. Queria partilhar um pouco disso, alguns dos sítios que amo. Acho que não se vê muito disso nos videojogos. Há tendencial para ver coisas mais fantásticas."
Em adição ao seu design, Unravel utiliza o motor PhyreEngine, propriedade da Sony, embora muito modificado.

## Recepção

### Pré-lançamento
Unravel, especialmente a sua estética, foi bem recebido depois de ter sido apresentado na Electronic Entertainment Expo em junho de 2015; o VG247 chamou a Unravel "o jogo visualmente mais impressionante que a EA mostrou". Recebeu diversos prémios incluindo "Melhor Jogo Original" do Game Revolution, "Melhor do Evento" pelo Games Radar, "Melhor da E3" pelo Mashable e "Escolha do Editor" atribuído pelo Polygon. Também recebeu comparações com o aclamado Limbo e com a série LittleBigPlanet da Sony Computer Entertainment. Em agosto de 2015, foi-lhe dado o Prémio Gamescom para "Melhor Jogo de Estratégia".

### Análises profissionais
Unravel recebeu análises positivas. Os websites de análises agregadas GameRankings e Metacritic dão à versão PlayStation 4 81.71% e 80/100 e à versão Xbox One 76.93% e 76/100, respectivamente.